# Monay Ferenc
Monay Ferenc (Nagybánya, 1878. december 22. – Róma, 1964. május 6.) erdélyi magyar római katolikus pap, művelődéstörténész, műfordító, közíró.

## Élerútja
Tanulmányait Egerben és a római Gregoriana egyetemen végezte. Gimnáziumi tanár Szilágysomlyón és Marosvásárhelyen, aradi plébános, 1918-tól minorita tartományfőnök, 1927-től vatikáni magyar gyóntató. A közjog és történettudományi propedeutika főiskolai tanára. Az Academia Romana dell'Immaculata tudományos társaság tagja, a rendi névtár szerkesztője.
Az aradi Vasárnap c. folyóirat megalapítója (1918), itt számolt be római levéltári kutatásainak eredményeiről:
- Aradiak Rómában 500 év előtt (1934);
- Egy tengerkutató aradi minorita (1935);
- A temesvári magyarok kérvénye a vatikáni levéltárban 1582-ből (1936).

## Önálló kötetei
- Assisi Szent Ferenc összes művei (fordítás olaszból és franciából, Marosvásárhely, 1907)
- Kis imakönyv; Vasárnap, Arad, 1921
- Római levelek (Arad, 1927)
- Ezüstös oltár (cikkgyűjtemény, Arad, 1927)
- A lateráni béke. 1929. febr. 11.; Vasárnap Ny., Arad, 1929
- De provincia Hungarica ordinis fratrum minorum conventualium Memoriae Historicalae in anniversario 250 anno suae restaurationis (Róma, 1953)
- A római magyar gyóntatók; Tip. Ars-Graf, Róma, 1956
- P. Kelemen Didák, a Felső-Tiszavidék apostola. 1683–1744; Tip. Ars-Graf, Róma, 1957 (A Katolikus Szemle kis könyvtára)